# James y Oliver Phelps
James Andrew Eric Phelps y Oliver Martyn John Phelps (Sutton Coldfield, Inglaterra; 25 de febrero de 1986) son dos actores gemelos británicos, mejor conocidos por sus respectivos papeles en las películas de Harry Potter como Fred y George Weasley.

## Biografía
Ambos mostraron un especial interés por la actuación a temprana edad, ya que participaron en varias producciones de teatro escolar. En el año 2001, fueron elegidos para interpretar a los gemelos Fred y George Weasley en la película Harry Potter y la piedra filosofal. 

Nuestra madre había oído de las audiciones que se hicieron en Leeds para los personajes. Fuimos vistos por la directora del casting, Janet Hirchenson.

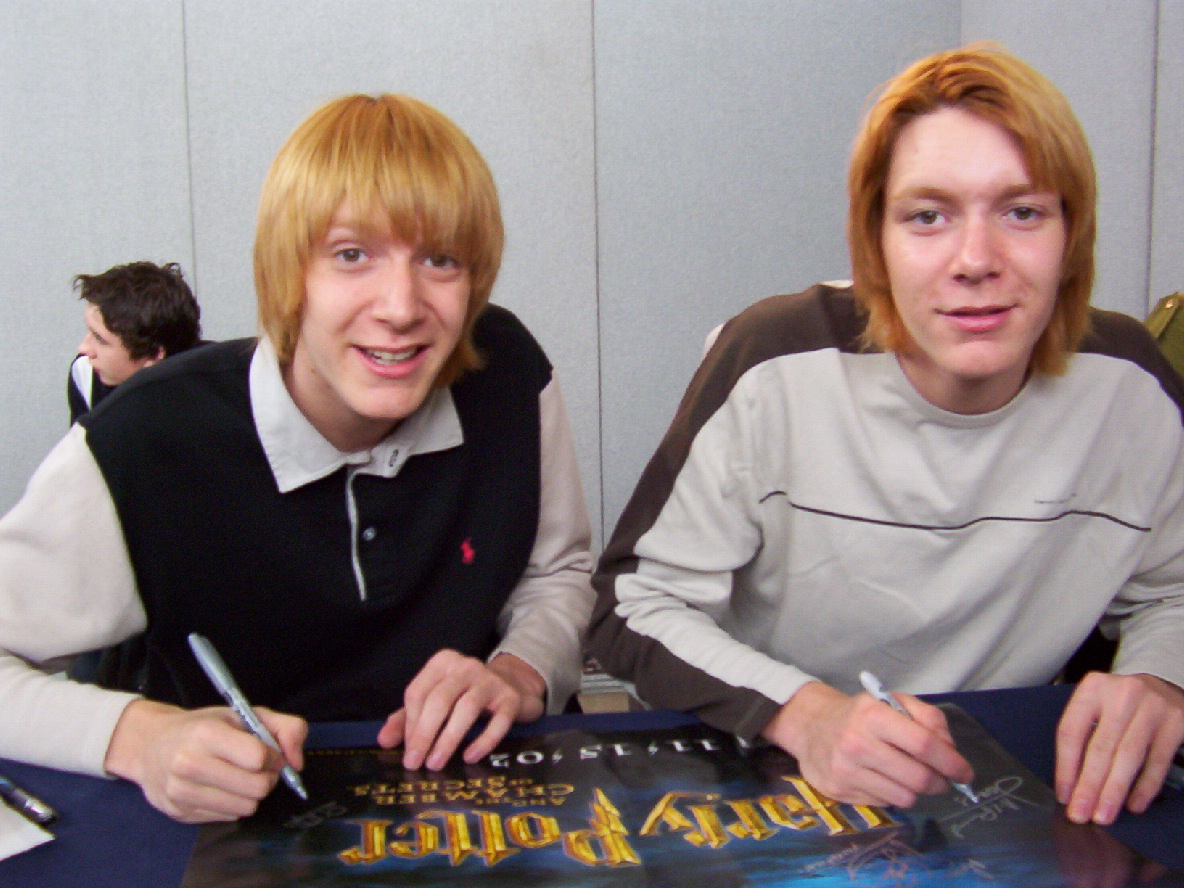
James y Oliver para Harry Potter y la cámara secreta.

Ambos miden 1,91 m, y no tienen otros hermanos. A menudo les gastaban bromas a sus profesores y compañeros de estudios cambiándose los nombres, pero podían ser descubiertos por el lunar en el cuello de Oliver o la cicatriz en la ceja de James.
Tanto Oliver como James son fanes de la música y disfrutan yendo a conciertos y festivales, como al V Music Festival, donde tocaban algunos temas de sus artistas favoritos como Red Hot Chili Peppers, Foo Fighters, David Gray o Feeder. También son fanes de Bon Jovi y Green Day.
El deporte es otra de sus pasiones, dicen que la poca rivalidad que existe entre ellos es causada principalmente por el apoyo a equipos de fútbol rivales. Oliver apoya al Aston Villa F.C. y James apoya al Birmingham City F.C., y del Gloucester R.F.C. Su rivalidad también se extiende en el campo de golf, en donde James insiste en que él es el mejor jugador de golf.
En mayo de 2006, asistieron a un torneo de fútbol de famosos llamado Celebrity World Cup Soccer Six.

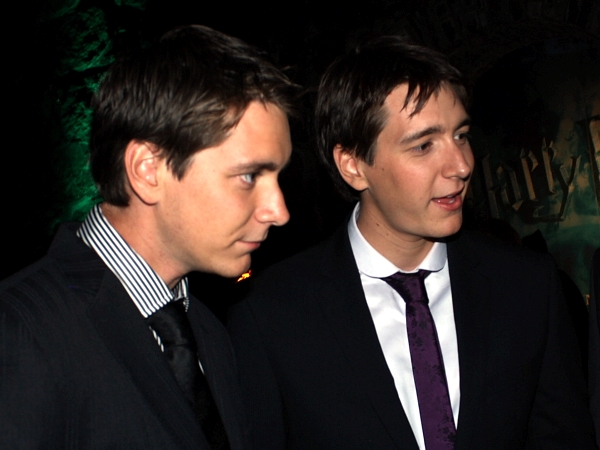
James y Oliver Phelps.

## Oliver Phelps
Oliver personificó a George Weasley en la saga de películas de Harry Potter y normalmente tiene menos líneas en el libreto que su hermano. Sin embargo, los dos aparecen juntos en cada una de las escenas. Oliver es el 'mayor', ya que nació 13 minutos antes. Le gusta la música y algunas de las bandas a las cuales admira, al igual que su hermano, son Coldplay y Velvet Revolver.
Se casó con Katy Humpage en 2015 y tienen dos hijas.

## James Phelps
James Phelps se hizo muy amigo de Devon Murray y Matthew David Lewis del elenco de Harry Potter. Sus mejores amigos fuera del elenco incluyen a su gemelo Oliver Phelps. Además de las películas de Harry Potter, James ha trabajado como corredor en otras producciones cinematográficas, como El código Da Vinci. Él dijo aspirar en un futuro a trabajar detrás de las cámaras o aparecer en una película de James Bond, como un enemigo de James Bond o como éste.
Se casó con Annika Ostle en 2016.

## Filmografía
| Año  | Título                                        | Rol de James         | Rol de Oliver        | Notas |
| ---- | --------------------------------------------- | -------------------- | -------------------- | --- |
| 2001 | Harry Potter y la piedra filosofal            | Fred Weasley         | George Weasley       | Elenco secundario, películas de Warner Brothers                                                                        |
| 2002 | Harry Potter y la cámara secreta              | Fred Weasley         | George Weasley       | Elenco secundario, películas de Warner Brothers                                                                        |
| 2004 | Harry Potter y el prisionero de Azkaban       | Fred Weasley         | George Weasley       | Elenco secundario, películas de Warner Brothers                                                                        |
| 2005 | Harry Potter y el cáliz de fuego              | Fred Weasley         | George Weasley       | Elenco secundario, películas de Warner Brothers                                                                        |
| 2007 | Harry Potter y la Orden del Fenix             | Fred Weasley         | George Weasley       | Elenco secundario, películas de Warner Brothers                                                                        |
| 2009 | Kingdom                                       | Callum Anderson      | Finlay Anderson      | Invitados 1 episodio, serie de TV                                                                                      |
| 2009 | Harry Potter y el misterio del príncipe       | Fred Weasley         | George Weasley       | Asistente de dirección (James)                                                                                         |
| 2010 | Harry Potter and the Forbidden Journey        | Fred Weasley         | George Weasley       | Cortometraje Robocoaster en The Wizarding World of Harry Potter – Hogsmeade                                            |
| 2010 | Harry Potter and the Deathly Hallows – Part 1 | Fred Weasley         | George Weasley       | Elenco secundario, películas de Warner Bros                                                                            |
| 2011 | Harry Potter and the Deathly Hallows – Part 2 | Fred Weasley         | George Weasley       | Elenco secundario, películas de Warner Bros                                                                            |
| 2014 | Own Worst Enemy                               | Constable Berrow     | Constable Stroyde    | |
| 2014 | Hogwarts Express                              | Fred Weasley         | George Weasley       | Cortometraje Servicio de transporte entre destinos en The Wizarding World of Harry Potter – Hogsmeade and Diagon Alley |
| 2015 | King of the Nerds                             | El mismo             | El mismo             | Invitados, serie de TV (7 episodios)                                                                                   |
| 2015 | Danny and the Human Zoo                       | Mr Brian Carter      | Mr Barry Carter      | Elenco principal, película de TV                                                                                       |
| 2019 | 7 days The Story of "Blind Dave" Heeley       | Captain Williams     | Dr. Mathews          | Cortometraje |
| 2021 | Last Night in Soho                            | Cliente del vestidor | Cliente del vestidor | Elenco secundario, película                                                                                            |
| 2022 | Fantastic Friends                             | El mismo             | El mismo             | serie documental de telerrealidad                                                                                      |
| 2024 | Harry Potter: Wizards of Baking               | El mismo             | El mismo             | Presentadores, serie de telerrealidad Max                                                                              |